# Biszewo
Biszewo – wieś w Polsce położona w województwie podlaskim, w powiecie siemiatyckim, w gminie Grodzisk.
W latach 1975–1998 miejscowość administracyjnie należała do województwa białostockiego.
Wierni kościoła rzymskokatolickiego należą do parafii Trójcy Przenajświętszej w Dziadkowicach.